# Краснян Валерій Іванович

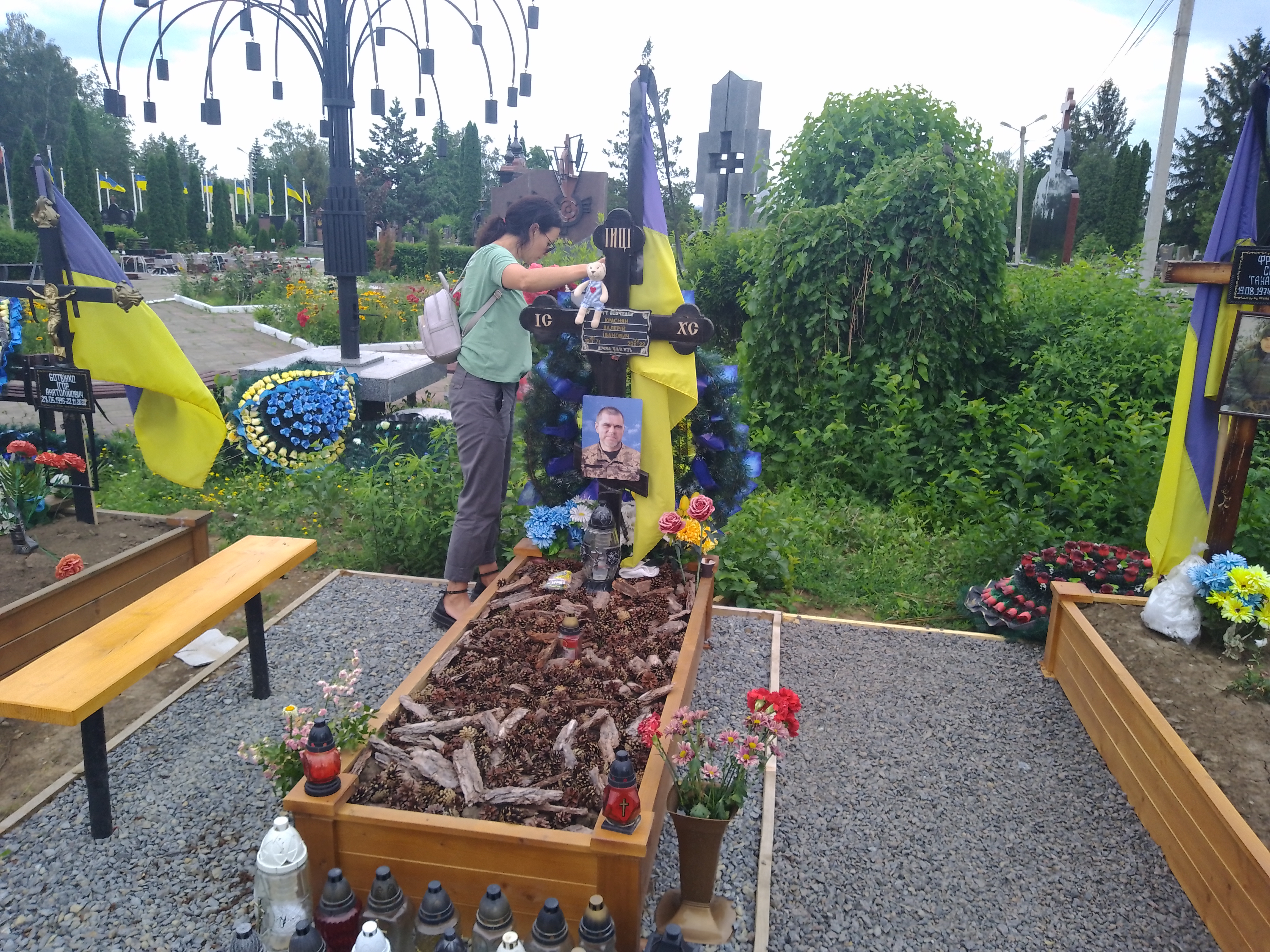
Могила Валерія Красняна

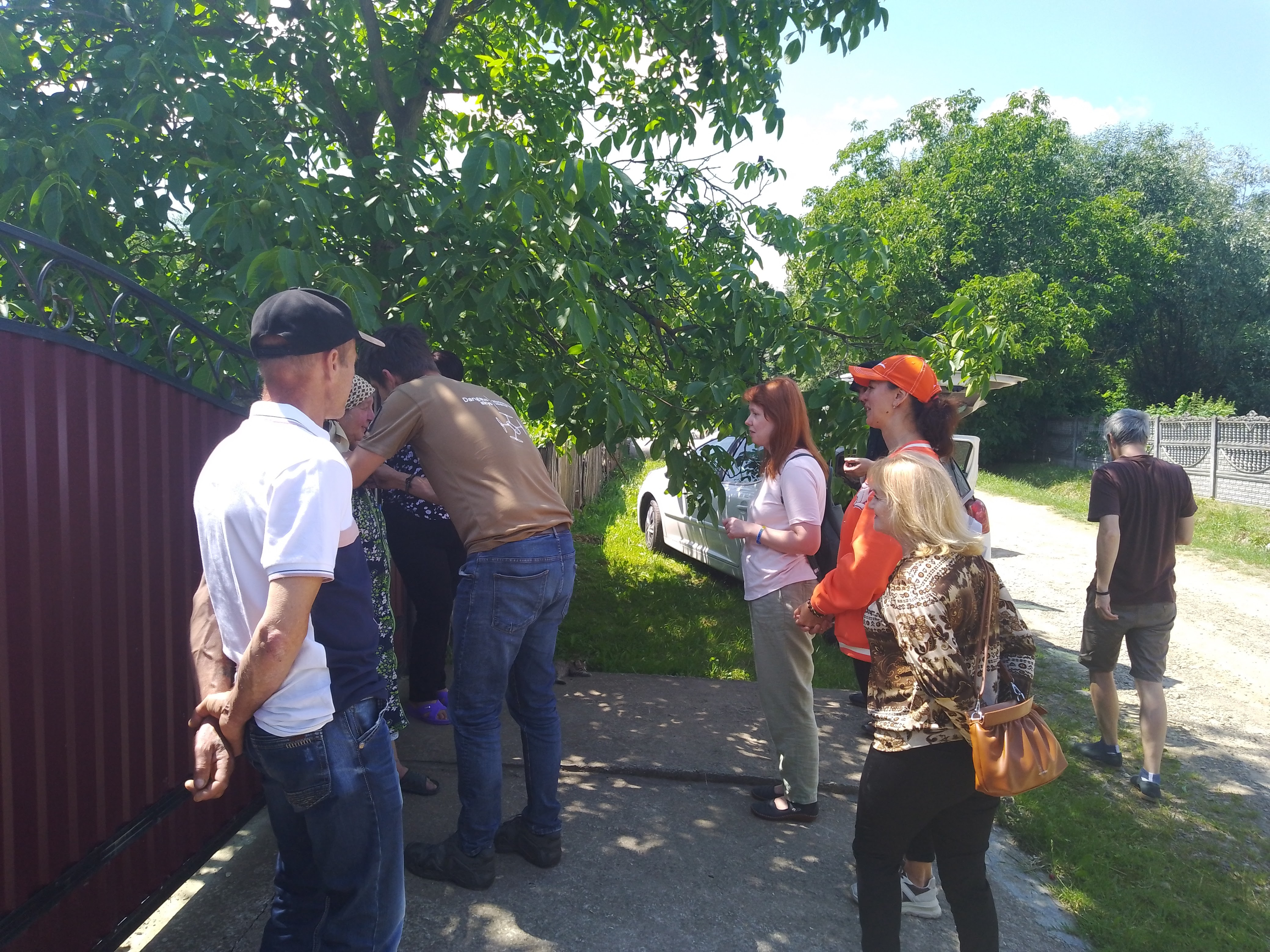
Зйомки фільму «Барс. Незакінчена справа» на вулиці селища Глибока

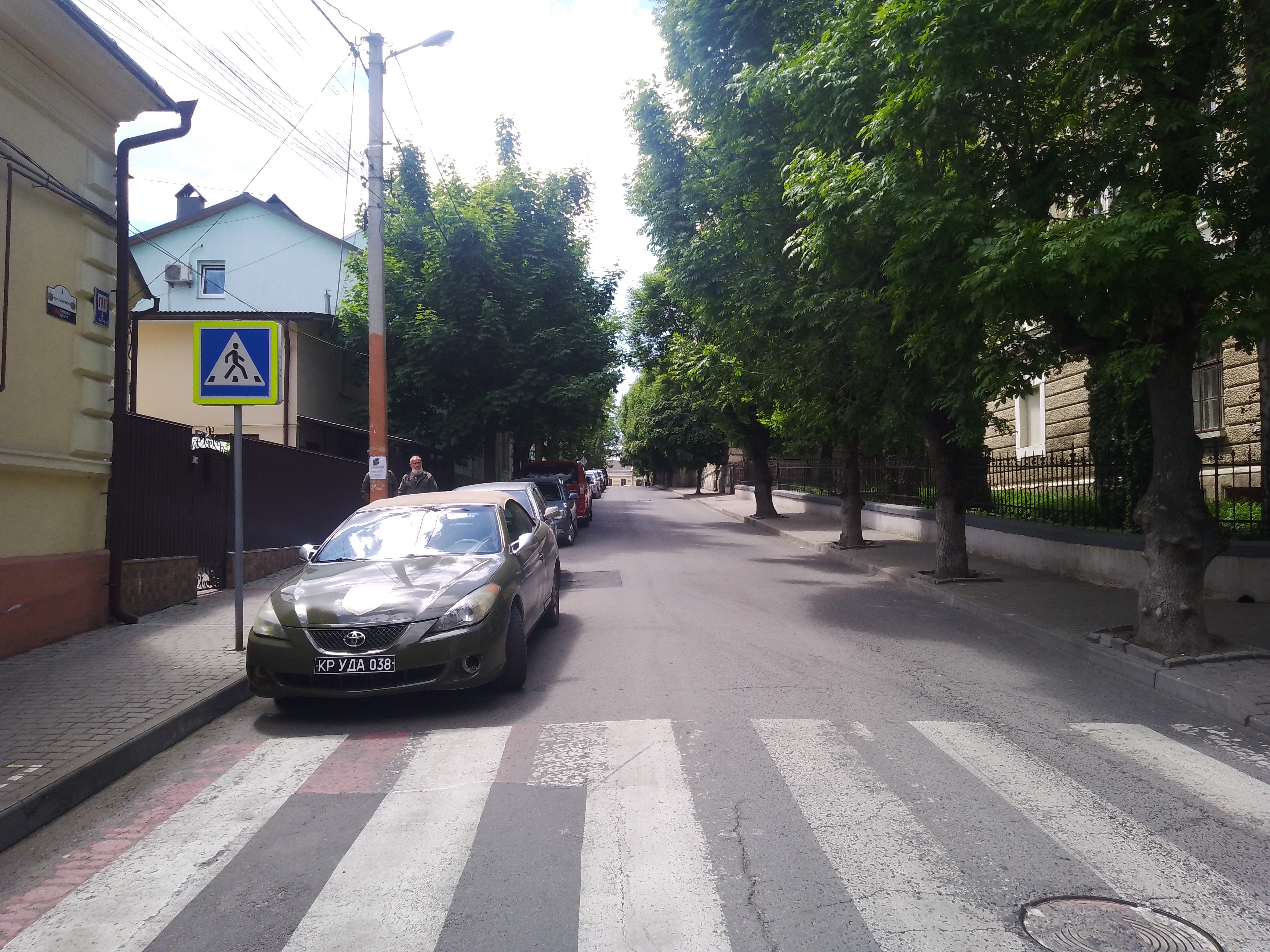
Вулиця Валерія Красняна в Чернівцях

Валерій Іванович Краснян (позивний — Барс; 20 лютого 1971, смт Глибока, Чернівецька область — 23 листопада 2022, Харківська область) — український доброволець, кіборг, один із символів боротьби за Донецький аеропорт, військовослужбовець 107 ОБрТрО Збройних сил України, учасник російсько-української війни. Кавалер орденів Данила Галицького та Народний Герой України.

## Життєпис
Валерій Краснян народився 20 лютого 1971 року в смт Глибока, нині Глибоцької громади Чернівецького району Чернівецької области України. В одному з інтерв'ю Валерій стверджував: «Я сам народився в Білореченському, під Луганськом. У 1974 році ми переїхали на Буковину». Навчався в Глибоцькій загальноосвітній школі. 1996 року вступив у громадську організацію «Тризуб» ім. Степана Бандери, де потоваришував із Дмитром Ярошем.

### Волонтер на сході України
Восени 2014 року записався добровольцем у батальйон «Айдар». Учасник боїв за Щастя, Веселу Гору, Металіст, Савур-Могилу. Вивозив поранених з-під Іловайська. Згодом перейшов у Добровольчий український корпус, де Барса призначили командиром 2-ї штурмової роти 5-го батальйону. Рота воювала в найгарячіших точках — Піски, Донецький аеропорт, шахта «Бутівка».

### Підтримка ветеранів АТО
У 2015 році став керівником Центру допомоги учасникам АТО. Був представником президента з питань учасників АТО та радником голови Чернівецької ОДА. Обіймав посаду головного спеціаліста відділу апарату обласної державної адміністрації.
У 2020 році разом з родиною виїхав за кордон.

### На захисті України в 2022 році
З початком повномасштабного російського вторгнення повернувся з-за кордону і вступив із лютого 2022 до лав Української добровольчої армії (де очолив «Роту Барса» у рідному 5-му батальйоні), а влітку 2022 — до 107-ї окремої бригади Сил територіальної оборони Збройних сил України. Учасник боїв за Київ, Харків та Харківщину.
Загинув 23 листопада 2022 року під час виконання бойового завдання в Харківській області, підірвавшись на міні. Похований 27 листопада 2022 року на Алеї Слави в м. Чернівцях.
Залишилася дружина, донька та син.
У грудні 2022 року депутати Глибоцької селищної ради Чернівецької області звернулися до Президента України з пропозицією нагородити Валерія Красняна званням Героя України.

## Нагороди
- орден Данила Галицького (1 грудня 2018) — за значний особистий внесок у державне будівництво, соціально-економічний, науково-технічний, культурно-освітній розвиток Української держави, вагомі трудові досягнення, багаторічну сумлінну працю[13];
- орден «Народний Герой України» (2018)[3];
- медаль «На славу Чернівців» (2023)[14].

## Вшанування пам'яті
У лютому 2023 року на фасаді Глибоцької гімназії відкрили меморіальну дошку Валерію Красняну.
У вересні 2023 року в Чернівцях відбувся прем'єрний показ фільму «Барс. Незакінчена справа» (режисер Марія Яремчук, продюсер Володимир Ханас).
28 жовтня 2023 року під час шостого фестивалю кіно та дерев «Сад пам'яті» у селі Бережниця Верховинського району донькою Богданою та сином Миколою було посаджено дуби на честь батька Валерія.
У жовтні 2023 року вулиця Першотравнева в Глибокій перейменовано на вулицю Валерія Красняна.
29 листопада 2023 року зініційована петиція «Про присвоєння почесного звання "Герой України" командиру другої штурмової роти («рота Барса») 5-го батальону 107-й окремої бригади ТрО ЗСУ Валерію Івановичу Красняну (посмертно)». У лютому 2024 року петиція набрала 25 тисяч підписів і тепер її має розглянути Президент.
29 лютого 2024 року депутати Чернівецької міської ради розглянули на черговій сесії проєкт рішення «Про перейменування вулиць та провулка в населених пунктах  Чернівецької міської територіальної громади» та перейменували вулицю Михайла Щепкіна на вулицю Валерія Красняна.
23 травня 2025 року на будинку, де він проживав, за адресою вул. Валерія Красняна, 1А, відкрили меморіальну дошку.

## Цікаві факти
Для експозиції «Наші» Національного музею історії України у Другій світовій війні була виготовлена воскова фігура чернівецького «кіборга» Валерія Красняна, який перебуває на тлі вежі ДАПу.